# Kałęczyn (województwo podlaskie)
Kałęczyn – wieś w Polsce położona w województwie podlaskim, w powiecie łomżyńskim, w gminie Piątnica.
Prywatna wieś szlachecka Kałęczyno położona była w drugiej połowie XVI wieku w powiecie wiskim ziemi wiskiej województwa mazowieckiego.
W latach 1921–1939 wieś leżała w województwie białostockim, w powiecie łomżyńskim, w gminie Drozdowo.
W latach 1975–1998 miejscowość administracyjnie należała do województwa łomżyńskiego.
Przez miejscowość przepływa niewielka rzeka Łojewek, dopływ Narwi.
Wierni kościoła rzymskokatolickiego należą do parafii Trójcy Przenajświętszej w Olszynach.